# RXJ1242-11
RX J1242-11 è una galassia situata prospetticamente nella costellazione della Vergine, approssimativamente a 200 Milioni di parsec (circa 650 milioni di anni luce) dal pianeta Terra. Secondo le odierne interpretazioni delle osservazioni ai raggi X registrate dal telescopio Chandra e da XMM-Newton, il centro di questa galassia è un buco nero supermassiccio di 100 milioni di masse solari la cui forza di marea è stata osservata distruggere una stella. La scoperta è largamente considerata essere la prima vera prova di un buco nero supermassiccio mentre squarcia una stella e ne consuma una porzione.